# Arnold Layne
〈Arnold Layne〉는 영국 사이키델릭 록 그룹 핑크 플로이드의 첫 싱글로, 이 싱글을 발매한 후 EMI와 계약을 하게 되었다. 이 곡을 쓴 시드 배릿은 그룹의 원년 멤버로 리더이기도 하다. 데뷔 앨범인 《The Piper at the Gates of Dawn》에는 포함되지 않았지만 (CD 버전의 보너스 디스크로 들어감.), 최고의 사이키델릭 팝송으로 평가받고 있다.

## 제작
1967년 1월, 핑크 플로이드는 첼시에 소재한 사운드 테크닉 스튜디오를 방문했다. (이전에 《Tonite Let's All Make Love in London》를 위해 두 곡을 녹음했던 곳이다.) 이곳에서 〈Arnold Layne〉 외 〈Matilda Mother〉, 〈Chapter 24〉, 〈Interstellar Overdrive〉, 〈Let's Roll Another One〉(후일 워터스에 의해 〈Candy and a Currant Bun〉로 개칭)가 녹음되었다. 닉 메이슨은 〈Arnold Layne〉을 선택했다. "우리는 로큰롤 스타가 되고 싶었고 싱글을 만들고 싶었죠. 그래서 이 곡은 너무 지루하지 않으면서 3분 이내로 압축되어 있어 적격이라고 생각했어요." EMI와 계약 이후 밴드는 〈Arnold Layne〉를 재녹음했으나 그들 버전 대신 조 보이드 버전이 1월 발매되었다. 노래는 핑크 플로이드와 보이드의 마지막 협업이 되었다.

## 뮤직 비디오
〈Arnold Layne〉의 흑백 홍보 영화는 1967년 2월 말 제작되었다. 데렉 나이스가 감독하고 마네킹으로 분장한 핑크 플로이드 멤버들이 출연한다. 이스트 위터링, 웨스트 수섹스에서 촬영되었다. 2,000파운드가 사용되었고, 1967년 4월 2일 BBC 《탑 오브 더 팝스》 쇼에 방영하려고 했지만, 싱글이 차트에서 내려오면서 취소된다. 4월 29일에는 하이게이트 성 미카엘 교회 인근에서 또다른 홍보 영화가 촬영되었다. 배럿이 노래에서 립싱크를 하는 유일한 영상으로 알려져 있고, 1967년 봄 당시 그의 정신 황폐화는 시작중에 있었다.

## 곡 목록
모든 곡은 시드 배럿 작곡이다.

### 1967년 싱글
| #             | 제목                        | 재생 시간 |
| ------------- | --------------------------- | --------- |
| 1.            | 〈Arnold Layne〉            | 2:57      |
| 2.            | 〈Candy and a Currant Bun〉 | 2:38      |
| 총 재생 시간: | 총 재생 시간:               | 5:35      |

### 1967년 프랑스어 EP
| #             | 제목                              | 재생 시간 |
| ------------- | --------------------------------- | --------- |
| 1.            | 〈Arnold Layne〉                  | 2:54      |
| 2.            | 〈Candy and a Currant Bun〉       | 2:45      |
| 3.            | 〈Interstellar Overdrive〉 (edit) | 5:00      |
| 총 재생 시간: | 총 재생 시간:                     | 10:39     |

## 참여 인원
- 시드 배럿 – 전자 기타, 통기타, 리드 보컬
- 리처드 라이트 – 퍼피사제 오르간, 백 보컬
- 로저 워터스 – 베이스 기타
- 닉 메이슨 – 드럼